# Rosa Pohjolainen
Rosa Pohjolainen (ur. 20 lipca 2003 w Hyvinkää) – fińska narciarka alpejska, brązowa medalistka mistrzostw świata i dwukrotna medalistka igrzysk olimpijskich młodzieży.

## Kariera
Po raz pierwszy na arenie międzynarodowej pojawiła się 12 października 2019 roku w zawodach FIS Entry League w Druskienikach, gdzie zwyciężyła w slalomie. W 2020 roku wystartowała na mistrzostwach świata juniorów w Narwiku, gdzie była między innymi ósma w kombinacji. Jeszcze dwukrotnie startowała w zawodach tego cyklu, w tym zdobyła brązowy medal w zjeździe na mistrzostwach świata juniorów w Portes du Soleil w 2024 roku. Zdobyła również złoto w zawodach drużynowych i srebro w gigancie na igrzyskach olimpijskich młodzieży w Lozannie w 2020 roku.
W zawodach Pucharu Świata zadebiutowała 23 listopada 2019 roku w Levi, gdzie nie ukończyła pierwszego przejazdu w slalomie. Pierwsze pucharowe punkty wywalczyła blisko rok później w tej samej miejscowości, kończąc slalom na 27. pozycji.
W 2022 roku wystartowała w slalomie igrzyskach olimpijskich w Pekinie, jednak nie ukończyła pierwszego przejazdu.

## Osiągnięcia

### Igrzyska olimpijskie
| Miejsce | Dzień    | Rok  | Miejscowość | Konkurencja | Czas biegu | Strata | Zwyciężczyni |
| ------- | -------- | ---- | ----------- | ----------- | ---------- | ------ | ------------ |
| DNF1    | 9 lutego | 2022 | Pekin       | Slalom      | 1:44,98    | -      | Petra Vlhová |

### Mistrzostwa świata juniorów
| Miejsce | Dzień       | Rok  | Miejscowość      | Konkurencja          | Czas biegu | Strata | Zwyciężczyni      |
| ------- | ----------- | ---- | ---------------- | -------------------- | ---------- | ------ | ----------------- |
| 11.     | 7 marca     | 2020 | Narwik           | Zjazd                | 1:03,87    | +1,25  | Magdalena Egger   |
| 24.     | 8 marca     | 2020 | Narwik           | Supergigant          | 1:08,10    | +2,95  | Magdalena Egger   |
| 8.      | 9 marca     | 2020 | Narwik           | Kombinacja           | 1:39,23    | +2,21  | Magdalena Egger   |
| 18.     | 11 marca    | 2020 | Narwik           | Gigant               | 2:04,91    | +3,58  | Sara Rask         |
| 29.     | 5 marca     | 2022 | Panorama         | Supergigant          | 1:08,34    | +2,28  | Magdalena Egger   |
| 6.      | 6 marca     | 2022 | Panorama         | Kombinacja           | 2:03,73    | +0,95  | Marie Lamure      |
| 5.      | 7 marca     | 2022 | Panorama         | Drużynowo            | -          | -      | Kanada            |
| 7.      | 8 marca     | 2022 | Panorama         | Slalom               | 1:39,88    | +1,81  | Zrinka Ljutić     |
| 3.      | 30 stycznia | 2024 | Portes du Soleil | Zjazd                | 1:08,39    | +0,40  | Victoria Olivier  |
| DNF1    | 31 stycznia | 2024 | Portes du Soleil | Kombinacja drużynowa | 2:06,38    | -      | Szwajcaria 1      |
| 22.     | 31 stycznia | 2024 | Portes du Soleil | Supergigant          | 1:15,03    | +2,70  | Malorie Blanc     |
| 21.     | 2 lutego    | 2024 | Portes du Soleil | Gigant               | 2:01,96    | +3,42  | Britt Richardson  |
| DNF1    | 3 lutego    | 2024 | Portes du Soleil | Slalom               | 1:22,98    | -      | Dženifera Ģērmane |

### Igrzyska olimpijskie młodzieży
| Miejsce | Dzień       | Rok  | Miejscowość | Konkurencja | Czas biegu | Strata | Zwyciężczyni        |
| ------- | ----------- | ---- | ----------- | ----------- | ---------- | ------ | ------------------- |
| 24.     | 10 stycznia | 2020 | Lozanna     | Supergigant | 56,27      | +1,12  | Amélie Klopfenstein |
| 9.      | 11 stycznia | 2020 | Lozanna     | Kombinacja  | 1:33,74    | +1,60  | Amanda Salzgeber    |
| 2.      | 12 stycznia | 2020 | Lozanna     | Gigant      | 2:08,68    | +0,14  | Amélie Klopfenstein |
| 7.      | 14 stycznia | 2020 | Lozanna     | Slalom      | 1:29,82    | +1,10  | Emma Sahlin         |
| 1.      | 15 stycznia | 2020 | Lozanna     | Drużynowo   | -          | -      | -                   |

### Puchar Świata

#### Miejsca w klasyfikacji generalnej
- sezon 2020/2021: 119.
- sezon 2021/2022: 100.

#### Miejsca na podium w zawodach
Pohjolainen nie stawała na podium zawodów PŚ.